# István Tarlós
Dans le nom hongrois Tarlós István, le nom de famille précède le prénom, mais cet article utilise l’ordre habituel en français István Tarlós, où le prénom précède le nom.
István Tarlós ([ˈiʃtvaːn], [ˈtɒɾloːʃ]), né le 26 mai 1948 à Budapest, est un homme politique hongrois, député-bourgmestre de Budapest de 2010 à 2019, membre du Fidesz (Fidesz-Magyar Polgári Szövetség, Fidesz-MPSz) et bourgmestre indépendant du 3e arrondissement de Budapest entre 1990 et 2006.
Après deux mandat, il doit céder son poste de maire de Budapest, battu par Gergely Karácsony aux élections de 2019 où il n'obtient que 44,1 % contre 50,9 % à son adversaire.

## Biographie

### Origines, études et famille
Il est diplômé du département des sciences humaines du institut Árpád (hu). Il travaille comme ouvrier avant de rejoindre l'armée à Orosháza. Il obtient un diplôme d'ingénieur civil à l'université polytechnique et économique de Budapest et une spécialisation ingénierie structurelle à l'École technique Ybl Miklós (hu).
Il travaille dans le secteur du bâtiment pendant 15 ans, notamment en tant qu'entrepreneur et investisseur des projets Vasútépítő Vállalat, FŐBER, ÉM, Mélyépítő Vállalat, KKMV, et IKV Budapest III. Il occupe également les postes de contremaître, chef de chantier adjoint, chef de chantier, contrôleur technique et chef de département de production. Au début des années 1990, István Tarlós ouvre son propre cabinet d'architecture avec sa femme, Cecilia Nagy.

### Carrière politique
Il devient membre du parti libéral Alliance des démocrates libres (Szabad Demokraták Szövetsége ou SZDSZ) en 1989. Ensuite, soutenu par le SZDSZ et le Fidesz, il est élu bourgmestre du 3e arrondissement de Budapest en 1990.